# Jaroslav Nedvěd (1944)
Jaroslav Nedvěd (29. prosince 1944 – 3. června 2019) byl český hokejový útočník a trenér. Jeho syny jsou bývalí hokejisté Petr Nedvěd a Jaroslav Nedvěd.

## Hokejová kariéra
V československé lize hrál za CHZ Litvínov a ASD Dukla Jihlava. Odehrál 9 ligových sezón. Za Litvínov nastoupil ve 262 ligových utkáních, dal 135 gólů a měl 62 asistencí. V nižších soutěžích hrál za TJ Stadion Liberec a během vojenské služby za VTJ Dukla Litoměřice.

## Klubové statistiky
| Sezona     | Klub                 | Soutěž  | Základní část | Základní část | Základní část | Základní část | Základní část |
| Sezona     | Klub                 | Soutěž  | Z             | G             | A             | B             | TM            |
| ---------- | -------------------- | ------- | ------------- | ------------- | ------------- | ------------- | ------------- |
| 1962/1963  | TJ Stadion Liberec   | 2. liga | -             | -             | -             | -             | -             |
| 1963/1964  | ASD Dukla Jihlava    | 1. liga | -             | -             | -             | -             | -             |
| 1964/1965  | VTJ Dukla Litoměřice | 2. liga | -             | -             | -             | -             | -             |
| 1965/1966  | VTJ Dukla Litoměřice | 2. liga | -             | -             | -             | -             | -             |
| 1966/1967  | CHZ Litvínov         | 1. liga | 36            | 14            | -             | -             | -             |
| 1967/1968  | CHZ Litvínov         | 1. liga | 35            | 18            | 9             | 27            | -             |
| 1968/1969  | CHZ Litvínov         | 1. liga | 36            | 22            | 3             | 25            | -             |
| 1969/1970  | CHZ Litvínov         | 1. liga | 35            | 23            | 8             | 31            | -             |
| 1970/1971  | CHZ Litvínov         | 1. liga | 29            | 15            | 9             | 24            | -             |
| 1971/1972  | CHZ Litvínov         | 1. liga | 36            | 22            | 12            | 34            | -             |
| 1972/1973  | CHZ Litvínov         | 1. liga | 36            | 13            | 14            | 27            | -             |
| 1973/1974  | CHZ Litvínov         | 1. liga | 19            | 8             | 7             | 15            | -             |
| 1974/1975  | TJ Stadion Liberec   | 2. liga | -             | -             | -             | -             | -             |
| 1975/1976  | TJ Stadion Liberec   | 2. liga | -             | -             | -             | -             | -             |
| 1976/19775 | TJ Stadion Liberec   | 2. liga | -             | -             | -             | -             | -             |
| 1977/1978  | TJ Stadion Liberec   | 2. liga | -             | -             | -             | -             | -             |
| 1978/1979  | TJ Stadion Liberec   | 2. liga | -             | -             | -             | -             | -             |